# Meral Akşenerová
Meral Akşenerová (Akşener, * 18. července 1956) je turecká politička. V letech 1996–1997 byla ministryní vnitra za Stranu pravé cesty, jejíž členkou byla v letech 1995–2001. Následně byla členkou Nacionálně činné strany, za kterou byla také v roce 2007 zvolena do tureckého parlamentu. V roce 2017 založila vlastní stranu nazvanou Strana dobra. Následně byla kandidátkou této strany pro prezidentské volby v červnu 2018.